# Альпензия
Курорт Альпензия это один из двух горнолыжных курортов международного уровня в  Республике Корея (второй в Муджу). Он расположен на территории посёлка Дэквалъён-мён, в уезде Пхёнчхан.
Альпензия имеет 6 трасс для катания на лыжах и сноуборде, а работает до 1,4 км (0,87 миль) в длину, для начинающих и продвинутых лыжников, и зоны, предназначенной для сноубордистов. Курорт открыт круглый год.
Стадион для прыжков с трамплина Альпензия находится в пределах курорта и будет предназначен для соревнований по прыжкам с трамплина во время зимних Олимпийских игр 2018 года.

## История
Решение о строительстве курорта было принято в 2003 году, в рамках подготовки провинции Канвондо на проведение зимних Олимпийских игр. Курорт был построен на месте освободившихся угодий. Объект был завершен в 2011 году. В 2012 году было объявлено, что курорту угрожает банкротство, накопив убытки в размере 55 млн долларов США в год. Это было опровергнуто Ким Джин-Суном от POCOG
В 2013 году Альпензия был одним из мест проведения Специальных Зимних Олимпийских игр.

## Зимние Олимпийские игры 2018 года
Альпензия стала местом проведения соревнований на открытом воздухе в рамках зимних Олимпийских игр 2018 года.
В Альпензии будут расположены следующие объекты:
- Олимпийский парк Хвэнге — церемонии открытия и закрытия
- Парк для прыжков с трамплина «Альпензия» — прыжки с трамплина, лыжное двоеборье
- Центр лыжных гонок и биатлона «Альпензия», где проводился Чемпионат мира по биатлону 2009 — биатлон, лыжные гонки, лыжное двоеборье
- Центр санных видов спорта «Альпензия» — санный спорт, бобслей и скелетон
- Ёнпхён — горнолыжный спорт (гигантский слалом, слалом).